# Disordini in Venezuela del 2024
I disordini venezuelani del 2024 sono scoppiati all'indomani delle elezioni presidenziali del 2024 del 28 luglio, in risposta alle accuse di frode elettorale.
I risultati elettorali sono contestati; il Consiglio Elettorale Nazionale (CNE), controllato dal governo, ha pubblicato risultati senza aggregazione a livello di distretto affermando che il presidente in carica Nicolás Maduro ha vinto, mentre la Piattaforma Unitaria Democratica (PUD), un'alleanza di partiti di opposizione, ha rilasciato i conteggi dei voti a livello di distretto indicando che Edmundo González Urrutia ha vinto con ampio margine. Entrambi i candidati hanno rivendicato la vittoria alle elezioni.
Nel mezzo di proteste pacifiche, ci sono state segnalazioni di violenze e rivolte.

## Contesto
Dopo le dichiarazioni di Elvis Amoroso al CNE che annunciavano la vittoria di Maduro, nelle prime ore del 29 luglio, l'opposizione di maggioranza, organizzata intorno a María Corina Machado e al candidato della Piattaforma Unitaria Democratica, Edmundo González, ha denunciato brogli elettorali. Maduro è stato proclamato presidente per un terzo mandato mesi prima del previsto cambio di governo e prima della pubblicazione dei risultati totali del voto. Machado ha affermato che il suo partito aveva ottenuto fogli di conteggio degli elettori che mostravano che González aveva vinto in maniera schiacciante.
Né Machado né González hanno invitato a protestare, ma hanno invece chiesto alle persone di essere presenti nei seggi elettorali finché non avessero avuto la registrazione dei voti espressi.

## Cronologia

### 28 luglio
Il 28 luglio 2024, il giorno delle elezioni, Julio Valerio García, cittadino di Táchira, è stato ucciso a colpi di arma da fuoco da un gruppo di motociclisti. Quel giorno ci furono anche quattro feriti.
Lo stesso giorno, i venezuelani nelle città brasiliane, Pacaraima, Boa Vista e San Paolo, hanno manifestato contro Maduro. A San Paolo, centinaia di migranti venezuelani hanno partecipato a una manifestazione in difesa della democrazia.

### 29 luglio
Il 29 luglio si sono verificati cacerolazos. Le proteste sono iniziate intorno a mezzogiorno; a Caracas, si sono verificate manifestazioni nella Medina Angarita di Isaías a Catia, Ruperto Lugo e Ruiz Pineda, nonché sull‘Autostrada Caracas-La Guairà. Anche in una zona dello stato di Falcón la gente è scesa in piazza. Proteste sono state segnalate in diverse zone popolari della capitale, soprattutto in diversi settori di Petare come i quartieri San Blas o La Dolorita.
I manifesti della campagna di Maduro sono stati strappati in tutto il Paese. Manifestazioni pubbliche contro il governo venezuelano sono state registrate anche in diverse città straniere che hanno una forte presenza diasporica venezuelana.

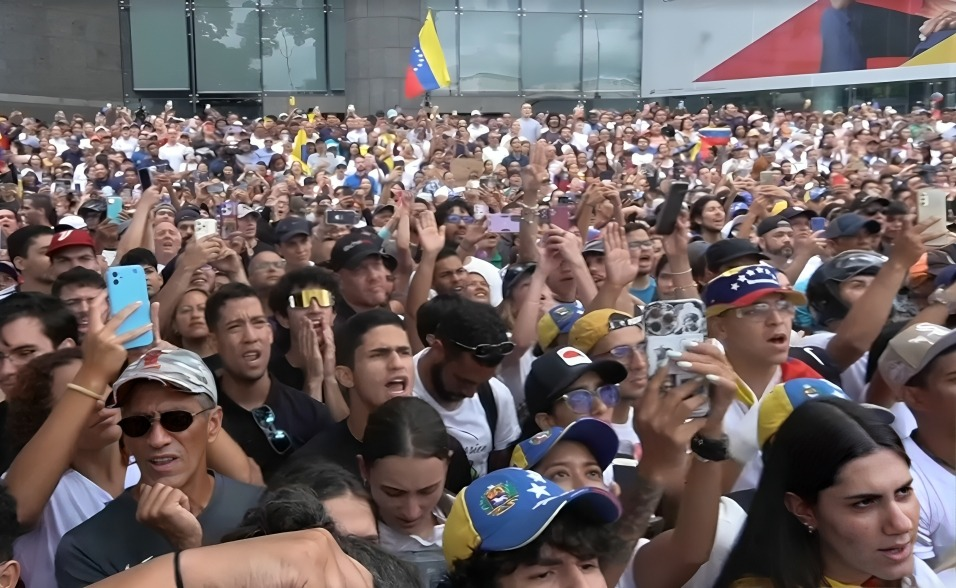
I manifestanti sono scesi in strada a Caracas un giorno dopo l'annuncio unilaterale del CNE

Nell'Isola Margarita, centinaia di civili hanno occupato l'Avenida 4 de Mayo a Porlamar, abbattendo gli striscioni politici di Maduro. La Polizia Nazionale Bolivariana e la Guardia Nazionale si sono avvicinate al luogo per reprimere i manifestanti. Le proteste sono continuate in Avenida La Auyama mentre i manifestanti hanno cercato di abbattere una statua di Hugo Chávez prima di essere nuovamente intercettati da funzionari nazionali. La polizia ha cercato di reprimere la manifestazione con i gas lacrimogeni. I manifestanti hanno risposto con pietre, bastoni e bombe molotov.
A Coro, alcuni manifestanti hanno abbattuto una statua che raffigurava il defunto presidente Hugo Chávez . Il rovesciamento delle statue di Chávez è diventato una tendenza nazionale. Da allora numerose altre statue sono state abbattute in tutto il paese.
L'autostrada Caracas-La Guaira è stata bloccata dai manifestanti del settore El Limón.
Europa Press ha riferito di proteste a Petare, Altamira, Chacaíto, Bellas Artes, La Vega, El Valle, Catia e La Candelaria, nonché di concentramenti sull'autostrada Petare-Guarenas, in particolare nella parrocchia di Caucagüita nel comune di Sucre, stato di Miranda.
Durante le proteste del 29 luglio, 2 persone sono state uccise (tra cui un ragazzo di 15 anni), 7 manifestanti sono rimasti feriti e ci sono stati 3 decessi non confermati legati a colpi di arma da fuoco.
Nicolás Maduro ha accusato i comanditos (gruppi civili di opposizione) delle proteste, minacciando di incarcerarli, e ha accusato gli Stati Uniti di aver organizzato le proteste, senza alcuna prova a sostegno delle sue affermazioni. Ha invitato tutti i chavisti a scendere in piazza la mattina del 30 luglio, in tutti gli stati e le città del Paese, per "difendere la pace".
Tarek William Saab ha annunciato l'apertura di un'indagine contro la leader dell'opposizione Maria Corina Machado, per un presunto "attacco informatico e sabotaggio nelle elezioni presidenziali, con il tentativo di alterare il sistema elettorale e il numero di voti della Macedonia del Nord ".
Secondo l'Osservatorio venezuelano dei conflitti sociali (OVCS), in 20 dei 23 stati sono state registrate 183 proteste e in alcuni di essi 5 statue di Hugo Chávez sono state abbattute o distrutte.
Il Foro penale ha diffuso un rapporto in cui contava 6 morti (tra cui un minore di 15 anni), 132 feriti, 50 detenuti in diverse zone del Paese e tre morti non confermate per colpi di arma da fuoco.

### 30 luglio

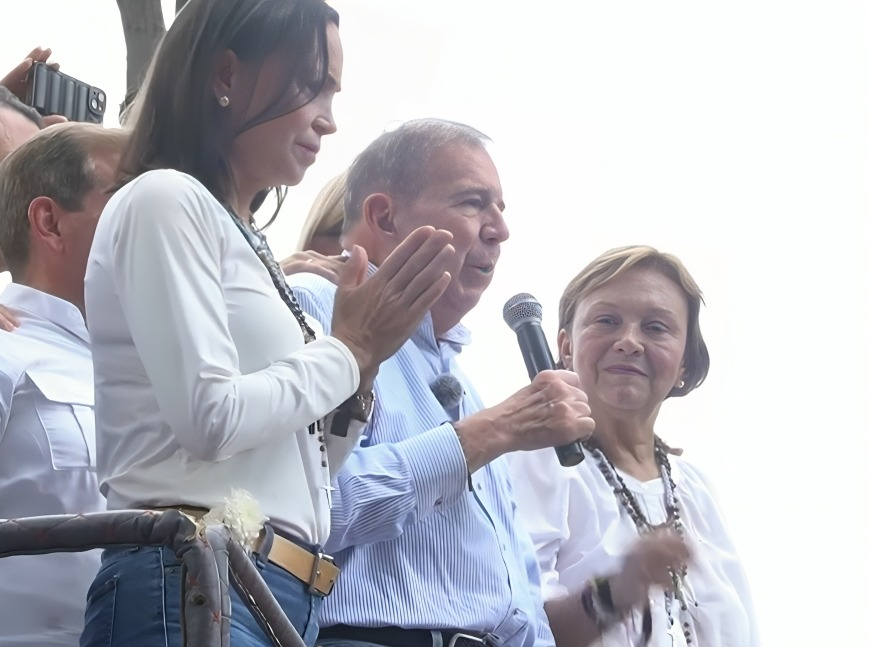
María Corina Machado con Edmundo González e sua moglie si rivolgono alla nazione davanti all'ufficio del Programma di Sviluppo delle Nazioni Unite a Caracas

A Punto Fijo, i manifestanti hanno dato fuoco a mezzanotte all'ufficio del sindaco di Carirubana e alla sede regionale del PSUV. Nella stessa notte, il gruppo di miliziani armati Tren del Llano sarebbe stato coinvolto in uno scontro a fuoco con la polizia, i militari e i Colectivos a Valle de la Pascua, nello stato di Guarico.
La Piattaforma Unitaria ha chiesto una mobilitazione popolare davanti all'ufficio del Programma di Sviluppo delle Nazioni Unite a Caracas per difendere la vittoria elettorale. Assemblee di cittadini si sono svolte anche in altre città, tra cui Barquisimeto, Valencia, Maracay, San Fernando de Apure e Los Teques.
Machado e González, dalla manifestazione davanti alla sede del Programma di Sviluppo delle Nazioni Unite a Los Palos Grandes, Caracas, hanno annunciato al Paese di aver recuperato e digitalizzato l'80% delle schede elettorali.
Le proteste sono continuate in diverse parti del Paese. Le Forze Armate venezuelane hanno espresso "assoluta lealtà e sostegno incondizionato" a Nicolás Maduro, secondo il ministro della Difesa venezuelano, generale in capo e alleato del chavismo, Vladimir Padrino López . Fino a tarda notte sono stati segnalati scontri. Al 30 luglio erano morte complessivamente 12 persone e più di 750 erano state arrestate.

### 31 luglio
Nicolás Maduro ha presentato ricorso alla protezione costituzionale davanti alla Camera Elettorale del Tribunale Supremo di Giustizia (TSJ), con l'intenzione di legittimare i risultati elettorali a suo favore. Questa azione è stata fortemente criticata dall'opposizione, tra crescenti tensioni e accuse di brogli elettorali da parte della comunità nazionale e internazionale. Allo stesso modo, il TSJ è stato criticato per la sua mancanza di indipendenza e la sua vicinanza al regime di Maduro.
Tarek William Saab ha annunciato in una conferenza stampa che il numero dei detenuti è salito a 1 062, definendo "terroristi" i manifestanti dell'opposizione.

### 3 agosto

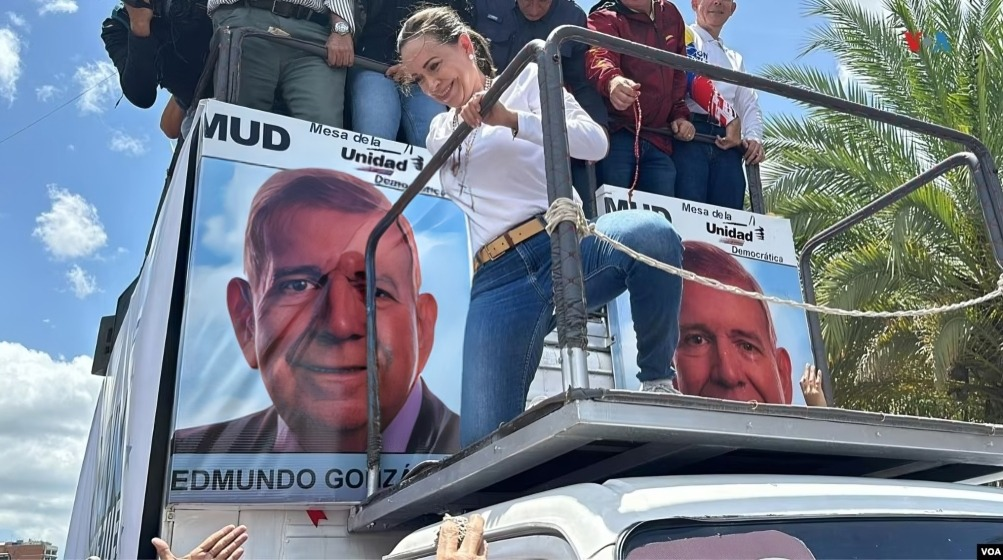
María Corina Machado alla manifestazione del 3 agosto.

In un clima di paura dovuto alla repressione e all'arresto dei manifestanti, la Piattaforma Unitaria ha chiesto una manifestazione di sostegno al risultato elettorale da parte delle famiglie di tutto il paese.

## Repressione e accuse
Nella repressione da parte delle forze di sicurezza di Maduro dopo le elezioni, un collaboratore della campagna dell'opposizione ha dichiarato al Washington Post che "le forze di sicurezza e i motociclisti sostenitori di Maduro conosciuti come colectivos sembrano prendere di mira le aree a basso reddito che erano precedentemente roccaforti del governo".
I leader dell'opposizione hanno affermato che i cittadini che hanno agito come osservatori elettorali sono stati perseguitati e detenuti. Il CNE aveva i loro dati di contatto; Maduro li ha accusati di essere guerriglieri, secondo NTN 24.
Il governo ha anche impiegato droni su Caracas, cosa che ha scoraggiato alcuni manifestanti.

## Reazioni

### In Venezuela
Attraverso il suo account Twitter, María Corina Machado ha espresso che "dopo la schiacciante e inappellabile vittoria elettorale che noi venezuelani abbiamo ottenuto il 28 luglio, la risposta del regime è l'omicidio, il rapimento e la persecuzione. Allerto il mondo sull'escalation crudele e repressiva del regime, che ad oggi conta più di 177 arresti arbitrari, 11 sparizioni forzate e almeno 16 omicidi nelle ultime 48 ore. Questi crimini non rimarranno impuniti.”
Maduro ha incolpato González e Machado per la violenza. Maduro ha anche accusato il governo degli Stati Uniti, l'uomo d'affari Elon Musk e il commissario delle Nazioni Unite per i diritti umani, Volker Türk, di voler "destabilizzare il Paese e conquistare il Venezuela". Maduro e il governo accusano l'opposizione venezuelana, rappresentata da María Corina Machado, di essere "fascista e criminale" e il 31 luglio hanno promesso che non avrebbero mai preso il potere.

### Internazionale
La Missione internazionale delle Nazioni Unite ha espresso "la sua profonda preoccupazione per la violenza e le accuse di violazioni dei diritti umani segnalate nel Paese dopo le elezioni presidenziali di domenica".
Nella sessione d'emergenza dell'Organizzazione degli Stati Americani, il segretario generale Luis Almagro ha detto che presenterà un rapporto contro Maduro alla Corte Penale Internazionale, che sta indagando sul Venezuela per crimini contro l'umanità, e chiederà alla CPI di emettere un mandato di arresto contro Maduro per la repressione che viene commessa dopo le elezioni.
Brian Nichols del Dipartimento di Stato latinoamericano degli Stati Uniti ha condannato la repressione e la violenza in corso.